# Regeringen Bratteli I

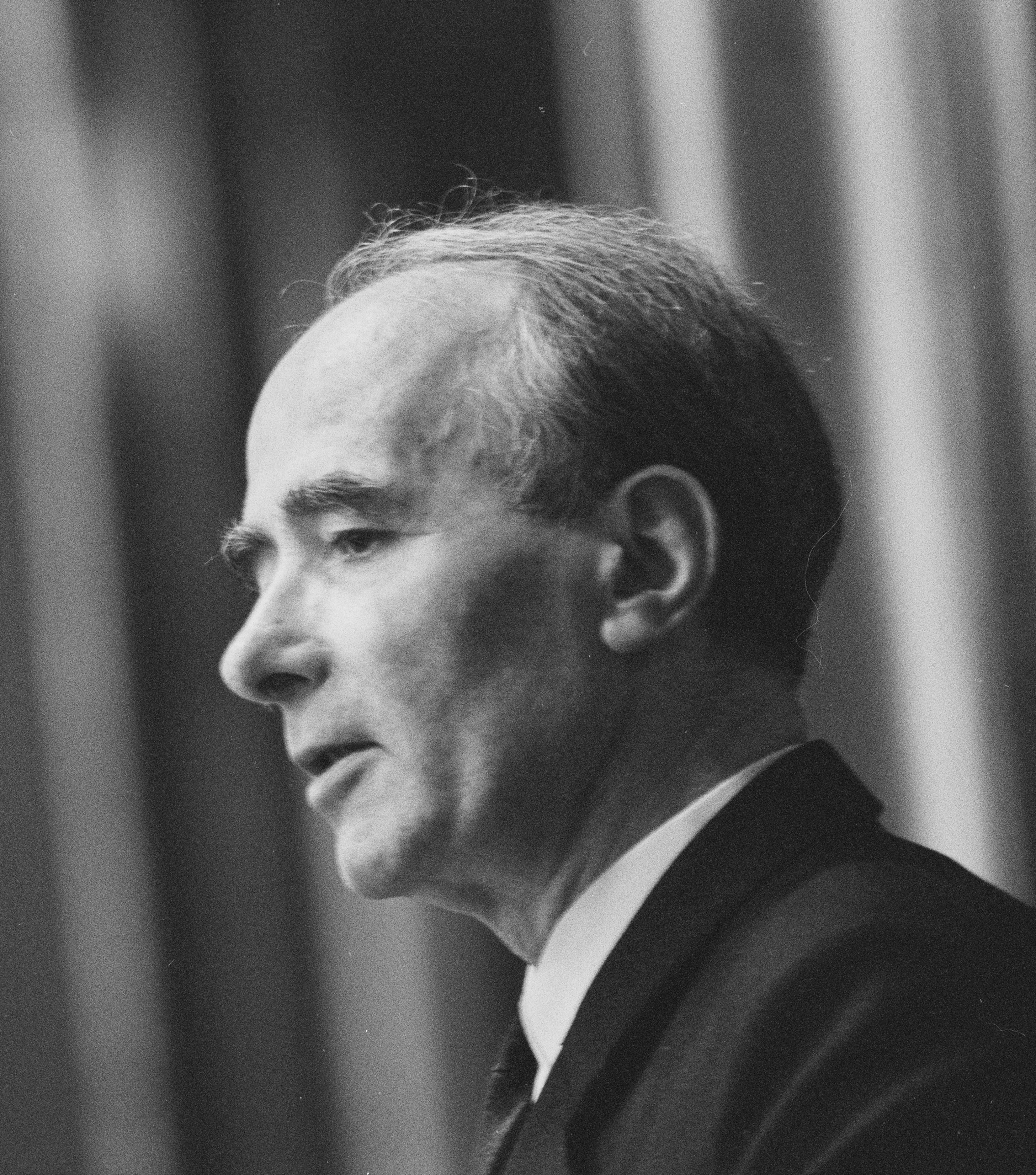
Tryggve Bratteli

Regeringen Bratteli I var en norsk regering som tillträdde 17 mars 1971 och satt till 18 oktober 1972. Statsminister var Trygve Bratteli. Utrikesminister var Andreas Cappelen.